# Niphidium albopunctatissimum
Niphidium albopunctatissimum är en stensöteväxtart som först beskrevs av John Smith, och fick sitt nu gällande namn av David Bruce Lellinger. Niphidium albopunctatissimum ingår i släktet Niphidium och familjen Polypodiaceae. Inga underarter finns listade.